# Кан (титула)
Кан (или хан) је назив за сувереног или војног владара, широко коришћен од стране Монголаца који су живели на северу Кине и средњовековних туркијских племена. Понекад се преводи као „краљ”. Најпознатији ханови су били из монголске Златне хорде, установитељ Џингис-кан и његов унук Кублај-кан.
Титулу кан (Канас у Биги) носили су и бугарски владари све до 864, када Борис I преузима хришћанство и прима титулу кнез.
Данас се оригинални назив хан преводи као кан, а њихово имање канат (или ханат).

## Етимологија
Порекло термина је спорно и непознато. Он је вероватно позајмљена реч из руанруанског језика. Према Вовину (2007, 2010) термин потиче од каган (што значи цар или врховни владар) и касније је коришћен у неколико језика, посебно на туркијском и монголском.
Туркијско и прамонголско порекло сугерисали су бројни научници, укључујући Рамстета, Шираторија, Синора и Доерфера, а наводно су га први употребили Сјанби.
Према Вовину, реч *qa-qan „велики-кан“ (*ка- за „велики“ или „врховни“) је неалтајског порекла, али је уместо тога повезана са јенисејским *qεʔ „велики“ или „истакнути“. Порекло самог кана је теже према Вовину. Он наводи да се порекло речи кан не налази ни у једном реконструисаном прајезику и да су га туркијски народи, Монголи, Кинези и Корејанци широко користили са варијацијама од кан, хан и хван. Могуће је да постоји веза са јенисејским речима *киј или *кај што значи „владар”.
Можда је немогуће доказати ултиматно порекло титуле, мада Вовин наводи: „Дакле, изгледа да је прилично вероватно да се крајњи извор речи каган и кан може пратити уназад до Сионг-ну и Јенисејана“.

## Историја
„Кан“ се први пут сусреће као титула у Сјанбијској конфедерацији за њиховог поглавара између 283. и 289. године. Рурани су вероватно били први људи који су користили титуле каган и кан за своје цареве. Међутим, руски лингвиста Александар Вовин (2007) верује да је термин каган настао међу народом Сјунгну, који је говорио јенисејски језик (према Вовину), а затим се проширио по језичким породицама. Након тога, Плави Туркијци су усвојили титулу и пренели је у остатак Азије. Средином шестог века Иранци су поштовали „Кагана – краља Туркијаца“.
Разни монголски и туркијски народи из централне Азије дали су титули нову важност након периода Монголског царства (1206–1368) у Старом свету, а касније су титулу „кан“ донели у Северну Азију, где су је касније усвојили локални становници. Каган се сматра каном канова. То је била титула кинеског цара, цара Тајцунга од Танга (Небески каган, владао од 626. до 649) и наследника Џингис-кана изабраних да владају Монголским царством почевши од 1229. Сам Џингис-кан се помињао само као кан (каган) постхумно. На пример, Монгке Кан (владао 1251–1259) и Огедеј Кан (владао 1229–1241) би били „Кагани“, али не и Чагатај кан, кога су Курултаји нису прогласили владаром Монголског царства.

## Владари и династије каната

### Владајући канови
Један од најранијих значајних примера таквих кнежевина у Европи била је Дунавска Бугарска (вероватно и Стара Велика Бугарска), којом је владао кан најмање од 7. до 9. века. Титула „кан“ није посведочена директно у натписима и текстовима који се односе на бугарске владаре – једина слична до сада пронађена титула, Канасубиги, налази се искључиво у натписима три узастопна бугарска владара, односно Крума, Омуртага и Маламира (деда, син и унук). Полазећи од сложених, невладарских титула које су биле потврђене међу бугарским племићким сталежима, као што су кавхан (вицехан), тархан и боритархан, научници изводе титулу кан за раног бугарског вођу – ако је тамо постојао вицехан (кавкан), вероватно био и „пун” кан. Упоредите такође и превођење имена раног бугарског владара Пагана као Καμπαγάνος (Кампаганос), што је вероватно резултат погрешног тумачења „Кана Пагана“, у такозваном Бревијаријуму патријарха Нићифора.
Титула кан је постала знаменита када је Монгол Темујин створио Монголско царство, највеће копнено царство у историји, којим је владао као Џингис-кан. Пре 1229. титула се користила за означавање вођа важних племена, као и племенских конфедерација (Монголско царство се сматрало највећом) и владара немонголских земаља. Непосредно пре смрти Џингис-кана, његови синови су постали канови у различитим доминионима (улусима) и та титула је очигледно постала неприкладна за врховног владара царства, јер му је било потребно узвишеније звање. Под утицајем културе Ујгура, Монголи су усвојили древну туркијску титулу кагана почевши од Огатај-кана 1229.

## Друге употребе
Попут многих наслова, значење термина се такође проширило на југ у земље јужне Азије, и централноазијске нације, где је постало уобичајено презиме.
Кан и његови женски облици јављају се у многим личним именима, углавном без икаквог племства од политичке важности, иако је то и даље уобичајен део племићких имена. Посебно у Јужној Азији постао је део многих јужноазијских муслиманских имена, посебно када се тврди да је порекло Паштуна (такође познато као Авганистанско). Такође га користе многи муслимански Раџпути са Индијског потконтинента који су овим презименом наградили турскијске Могуле за њихову храброст.